# 구절역
구절역(Gujeol station, 九切驛)은 충청남도 서천군 마서면 송내리에 위치했던 장항화물선의 철도역이었다.
충청남도 서천군 마서면 송내리의 구절마을에 위치했으며, 개업 당시 장항선의 일부였다.

## 역사
- 1930년 11월 1일: 송내역(松內驛)으로 영업 개시
- 1945년 이전: 폐지
- 1950년대: 장항선에서 구절역(九切驛)으로 영업 개시
- 1968년 이전: 폐지
- 2008년 1월 1일: 역을 지나는 선로가 장항화물선으로 변경